# 曼图霍特普四世
曼图霍特普四世（英語：Mentuhotep IV），古埃及中王国时期第十一王朝的末代国王（在位時期大约是公元前1998年—约公元前1991年）。他远征红海，目的是探险和采石。他死后由阿米尼姆亥特即位，后者建立了第十二王朝。由于他的陵墓和木乃伊均未发现，其他事迹待考。